# Théo Mathy
Pour les articles homonymes, voir Theo.
Théophile (Théo) Mathy (Namur, 23 octobre 1924 - Sombreffe, 27 mars 2007) est un journaliste sportif belge, il a commenté environ mille courses cyclistes pour la radio et télévision belge, ce qui lui a valu son surnom de « Monsieur Vélo de la RTBF ».
Veuf de Jeanne Delvaux avec qui il a eu deux enfants (Remarié par la suite), un garçon, une fille. Et grand-père de deux petites filles.
Il a été auteur de plusieurs livres dont un sur le coureur cycliste Eddy Merckx.

## Biographie

### Enfance et Jeunesse
Il fait ses Humanités gréco-latines à l'Athénée royal d'Ixelles et de Liège, et est affilié au club de football du Daring Club de Bruxelles (Société Royale) de 1936 à 1955.

### Carrière
Théo Mathy commence sa carrière journalistique dans la presse écrite pour les journaux Le Monde du Travail puis Les Sports dès 1947 et ensuite La Cité avant de rejoindre la rédaction sportive de la radio belge puis de la télévision belge où il reste jusqu'à sa retraite en 1989.
C'est lui qui, en 1962, réalise le premier entretien télévisé du nouveau champion de Belgique cycliste débutant, Eddy Merckx.
Il est vice-Président fondateur de l'Asbl Foot 100 le 27 novembre 1995.
Il reçoit en 2002, conjointement avec Miguel Indurain, le trophée de l'Association Internationale des Organisateurs de Courses Cyclistes (AIOC).
En 2008, après sa mort, il est le sujet d’une exposition, A vélo avec Théo Mathy - une carrière d'exception, présentée à Amay.